# Inok
INOK (crkvenoslavenska i zastarjela riječ; množina inoci), onaj koji živi sam, samac, pojedinac, pa u daljem razvitku značenja: pustinjak, isposnik; monah, kaluđer, redovnik; Žena inokinja. 